# Víktor Chernomyrdin
Víktor Stepánovich Chernomyrdin (en ruso: Ви́ктор Степа́нович Черномы́рдин) (9 de abril de 1938-3 de noviembre de 2010) fue un político ruso.
Chernomyrdin fue el segundo presidente del Gobierno de Rusia desde 1992 a 1998. Desde 2001 hasta el día de su muerte fue embajador de Rusia en Ucrania.

## Juventud y educación
El padre de Chernomyrdin era un labrador. Viktor fue uno de sus cinco hijos. Chernomyrdin completó su educación escolar en 1957. Fue un estudiante-C. La mitad de sus notas eran Ces y nunca tuvo una simple A.[cita requerida]
Encontró un empleo como mecánico en una refinería petrolífera en Orsk. Trabajó ahí hasta 1962, a excepción de los dos años de servicio militar obligatorio entre 1957 y 1960. Sus otras ocupaciones en la planta petrolífera durante este periodo serían las de maquinista, operador y jefe de instalaciones técnicas[cita requerida].
Llegaría a ser miembro del Partido Comunista de la Unión Soviética (PCUS), en ruso Коммунистическая Партия Советского Союза (КПСС), en 1961.
En 1962 fue admitido en el Instituto Industrial de Kúibyshev (renombrado posteriormente como Instituto Politécnico de Samara). Realizó unos exámenes de acceso muy pobres. Falló en el apartado de matemáticas y tuvo que realizar el examen de nuevo, obteniendo una C. Obtuvo solamente una B en lengua rusa y Ces en otros exámenes. Fue admitido solamente a causa del bajo nivel competitivo. En 1966 se graduó en este Instituto. En 1972 completó estudios adicionales en el Departamento de Economía del Instituto Politécnico por correspondencia[cita requerida].

## Carrera política
Entre 1967 y 1973 estuvo involucrado en trabajos con el PCUS en Orsk.
Entre 1973 y 1978 trabajó como director en la planta de refinería de gas natural en Orenburg.
Entre 1978 y 1982 trabajó en la industria pesada armamentística del Comité Central del PCUS.
En 1982 fue designado segundo ministro de Gas Natural de las industrias de la Unión Soviética. Simultáneamente, desde comienzos de 1983 dirigió Glavtyumengazprom, una asociación industrial para el desarrollo de los recursos de gas natural en el óblast de Tiumen. Entre 1985 y 1989 fue ministro de las Industrias del Gas Natural.
En 1989, cuando el Ministerio de Petróleo y Gas fue rediseñado para gobernar a la compañía Gazprom, Chernomyrdin fue elegido su presidente.
En mayo de 1992 Borís Yeltsin designó a Chernomyrdin vicepresidente del Gobierno a cargo del combustible y la energía.
El 4 de diciembre de 1992, Chernomyrdin fue confirmado por el VII Congreso de los Diputados del Pueblo de Rusia como presidente del Gobierno de la Federación rusa.
En abril de 1995, creó un bloque político llamado "Nuestro Hogar – Rusia", cuyo objetivo era llegar a convertirse en la fuerza central en el Parlamento, empero falló en su objetivo, obteniendo tan solo un 10 % de los votos en las elecciones legislativas de ese año.
Durante el verano de 1995 Chernomyrdin estuvo involucrado en las negociaciones directas con el checheno Shamil Basáyev, considerado un líder terrorista,[cita requerida] cuyo grupo armado habría tomado rehenes en un hospital de Budyonnovsk. Algunos de los rehenes serían liberados tras las negociaciones.
Fue presidente de Rusia en funciones durante 23 horas —desde las 7:00 horas del 5 de noviembre hasta las 6:00 horas del 6 de noviembre de 1996, horario de Moscú—, cuando Boris Yeltsin fue sometido a una intervención médica cardíaca.
Chernomyrdin permaneció como presidente del gobierno hasta su dimisión en marzo de 1998. Como consecuencia de la crisis financiera rusa en agosto de 1998, Yeltsin ofreció a Chernomyrdin para ser designado nuevamente en el puesto de presidente del gobierno. En diciembre de 1999 fue elegido miembro de la Duma.
En mayo de 2001, Vladímir Putin nombró a Chernomyrdin embajador ruso. Esta decisión fue interpretada por algunas agencias mediáticas rusas como un acto de alejamiento de Chernomyrdin de los círculos de poder de la política rusa. En 2003 rechazó pedir disculpas por el abandono de la población durante la hambruna de Holodomor, que tendría lugar en la Ucrania soviética durante la temporada agrícola de 1932-1933.[cita requerida]
Era considerado un oligarca de los negocios. El diario Le Monde estimó en una ocasión que el patrimonio de Chernomyrdin alcanzaba los 5 mil millones de dólares ($), pero en 1996 Chernomyrdin declaró un activo total de 46 mil $.[cita requerida]

## Los gazapos de Chernomyrdin
En los países rusohablantes, Chernomyrdin es famoso por sus discursos con numerosos gazapos y errores gramaticales y estilísticos.
Una de sus expresiones, «Queríamos lo mejor, pero salió lo de siempre», sobre las reformas económicas en Rusia, llegó a convertirse en un proverbio popular (en ruso: Хотели как лучше, а получилось как всегда, véase la historia de la frase). La frase fue lanzada tras un  intercambio monetario fallido realizado por el Banco Central de Rusia en julio de 1993.
Sus locuciones más famosas:
- Cualquier institución que organicemos, siempre al final nos sale el PCUS.
- Cuando el ministro dice que para ahorrar hay que despedir a 200 mil maestros y médicos… ¿Le habrá pasado algo con su cabeza? Eso suele pasar cuando uno aprende a pensar.
- Yo sé hablar con todos, en cualquier lengua; pero no me gusta usar este instrumento.
- El Gobierno va a seguir haciendo lo que ya tiene hecho.
- ¿Que el Gobierno renuncie? El que tiene comezón en la lengua, que se la rasque en otro órgano (refiriéndose a que lo haga fuera del Gobierno).
- No queremos esto, no nos gusta. Solamente lo estamos haciendo.
- Que vayan allá para acá desde acá.
- En Rusia siempre se levanta lo que no tiene que levantarse.
- He aquí el señor Kasyánov, nuevo ministro de finanzas. Les pido que lo amen y lo amen mucho. El señor Kasyánov está listo para el amor.
- Ya ven lo que sucede cuando uno se pone a razonar.
- No creo que mi puesto determine algo o me dé algún peso. Pero, ¿qué más necesita uno que ya ha pasado por todo en la vida y ya sabe todo lo mucho en la vida? Sé muchas cosas. Tal vez hasta sé lo innecesario. Pero todo esto es tan recto y tan perpendicular que hasta me es desagradable.
- Todos dicen que están descontentos con los resultados de la privatización. También yo estoy descontento. Pero no lo digo.
- Todas las preguntas planteadas las vamos a reunir en un solo sitio.
- Toda mi juventud pasó en el ambiente del gas y del petróleo.
- El Segundo Canal de TV es estatal al cien por ciento pero a veces dice semejantes cosas que no dan ganas de abrir los ojos. Es difícil ver esto, dan náuseas a veces pero te aguantas y lo sigues viendo.
- Algunos dicen: "¡Viva la emisión de trescientos treinta miles de millones de rublos!, la economía necesita oxígeno". Pero es todo lo contrario. No es oxígeno. Lo inhalas una vez y después solo queda estirar. La pata.
- Si yo fuera judío, no dudaría en decirlo en voz alta. Qué más da. Pero no lo soy. De verdad.
- Está enfermo. Tose de diferentes maneras. Pero el presidente es el presidente.
- Por más que nos provoquen, por más que nos echen estos Iraques e Iranes u otras cosas, no va a haber ninguna. Ningunos intentos. Pero por el contrario todo el trabajo se va a construir con tal de destruir todo lo construido durante muchos años.
- A Clinton lo fregaban durante todo el año por lo de la Mónica. Acá tenemos esto a cada rato. Y les aplaudimos. Pero otra cosa es la Constitución. Si dice "prohibido andar con Mónica", pues no andes. Y si andas, responde. Si no sabes andar.
- ¿Acaso alguien solía vivir bien antes? ¿Qué? ¡Repita! ¡Levántese! ¿Quién se ha levantado por allá? ¿Makashov? Ah, sí, usted sí vivió muy bien, claro que sí.
- Algún día vamos a vivir tan bien que nuestros hijos y nietos nos van a tener envidia.
- Jamás ha sucedido esto, y ahora sucede otra vez.
- Los maestros y los médicos también necesitan comer. Prácticamente a diario.
- Solo tenemos un curso, el correcto.
- Los principios que eran principales, no eran principales.
- Mejor no digo nada, porque otra vez diré algo.